# Kartbok
Kartbok, atlas, är en speciell bok med kartor samlade. Ofta brukar en kartbok ha en samling kartor som berör hela världen (världsatlas) men det är också vanligt med kartböcker som enbart berör en viss världsdel eller ett enda land. De sistnämnda brukar då ha mer detaljerade kartor för olika delar av det land som kartboken berör. Det är också vanligt att bilkartor samlas i kartböcker, medan en världsatlas inte behöver innehålla så mycket specifik information.
På titelbladet i den nederländske kartografen Gerhard Mercators kartsamling 1595 var titanen Atlas avbildad som himmelsglobens bärare, vilket gav upphov till att efterföljande kartböcker benämndes "atlas".